# Scopoides kastoni
Espèce
Synonymes
- Scopodes kastoni Platnick & Shadab, 1976

Scopoides kastoni est une espèce d'araignées aranéomorphes de la famille des Gnaphosidae.

## Distribution
Cette espèce se rencontre aux États-Unis dans le Sud de la Californie et au Mexique dans le Nord de la Basse-Californie,,.

## Description
Les mâles mesurent 5,24 mm en moyenne et les femelles 7,45 mm. 

## Étymologie
Cette espèce est nommée en l'honneur de Benjamin Julian Kaston.

## Publication originale
- Platnick & Shadab, 1976 : A revision of the spider genera Rachodrassus, Sosticus, and Scopodes (Araneae, Gnaphosidae) in North America. American Museum novitates, no 2594, p. 1-33 (texte intégral).